# Automotrici SEFTA 1-10
Le automotrici SEFTA 1 ÷ 10 sono un gruppo di automotrici elettriche italiane, di costruzione Breda, per l'esercizio sulle ferrovie modenesi.

## Storia

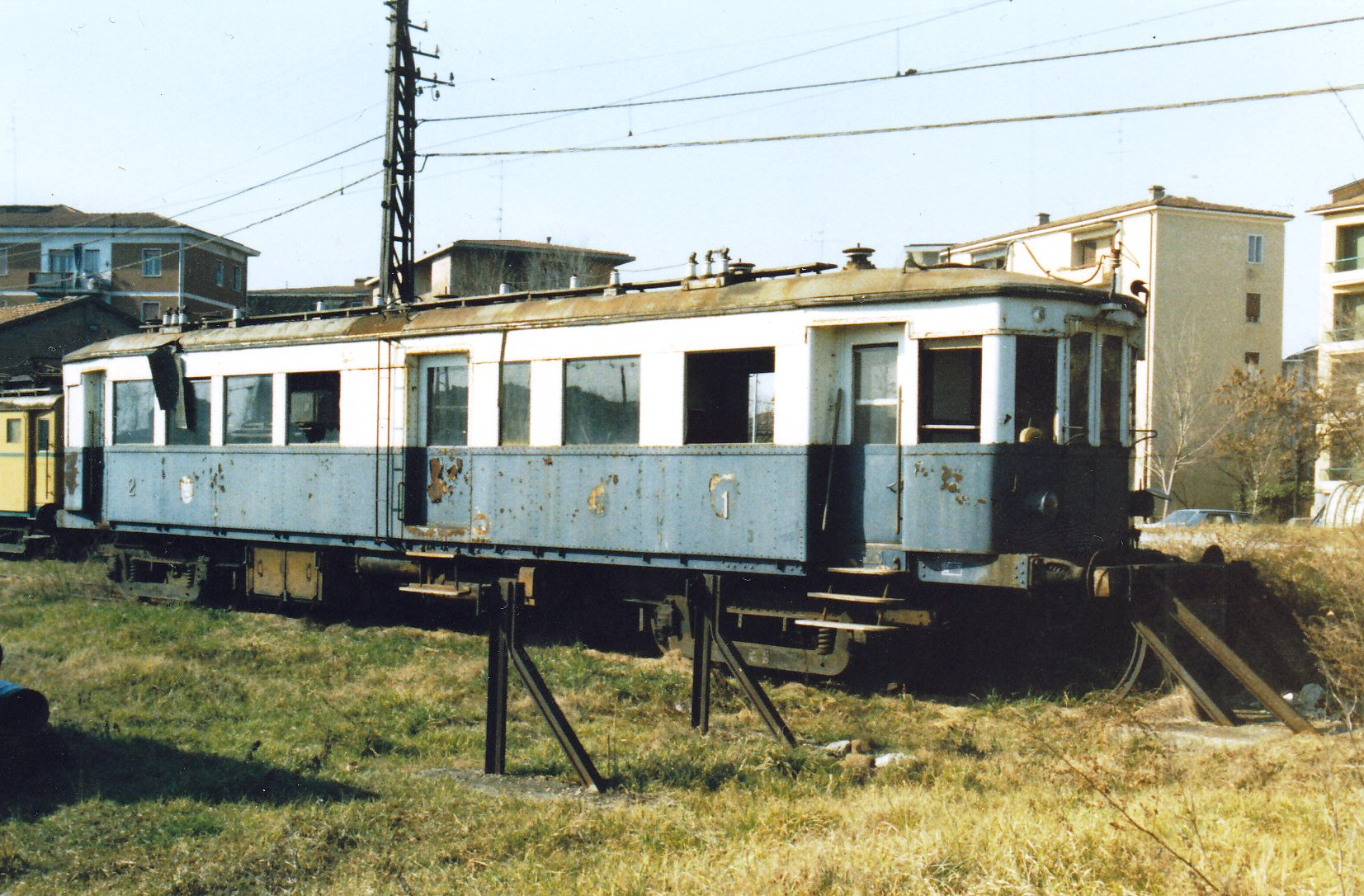
Elettromotrice 3, negli originali colori SEFTA bianco e blu, accantonata alla Stazione di Modena Piazza Manzoni nel Febbraio 1990

Le automotrici vennero prodotte dalla Ernesto Breda nel 1932 in occasione del cambio di scartamento (da 950 mm a 1435 mm) della rete ferroviaria esercita dalla SEFTA (dal 1976 ATCM), entrando in servizio con una livrea bianca e blu.
Da allora questi rotabili prestarono un quotidiano ed intenso servizio sulle tre linee elettrificate della rete sociale, che univano Modena con Mirandola, Finale Emilia, Vignola e Sassuolo: gli orari prevedevano in media 10-12 coppie di corse per ciascuna linea e in casi di particolare afflusso di viaggiatori, come il lunedì (giorno di mercato a Modena) o il giovedì (giorno di mercato a Vignola), i convogli potevano anche essere composti di 10 vetture. Alla partenza del treno dalle stazioni presenziate, dopo il fischio del capostazione per dare la via libera, il capotreno suonava una trombetta, simile ad un piccolo corno postale per indicare l'avvenuta chiusura delle porte, ad azionamento manuale: solo allora il macchinista azionava il fischio della motrice e faceva partire il convoglio. Nelle fermate impresenziate gli unici segnali erano la trombetta del capotreno e il fischio del macchinista. Il progressivo calare dei traffici e un orientamento non favorevole al trasporto su ferro negli anni cinquanta-sessanta portò alla chiusura delle linee per Mirandola/Finale e Vignola, con conseguente accantonamento di alcune elettromotrici.

Nel 1982 l'ATCM ordinò due elettrotreni dalla FIREMA, che entrarono in servizio nel 1984/85 riducendo drasticamente l'utilizzo delle ultime elettromotrici rimaste. L'esercizio regolare delle Breda terminò all'inizio del 1993 quando vennero gradualmente immessi in circolazione gli elettrotreni ex-belgi di tipo ALe 228. Con l'adozione di materiale rotabile con porte ad azionamento automatico, la trombetta del capotreno fu abbandonata.
Durante il corso degli anni le unità subirono alcuni cambi di numerazione che non ne rendono agevole tracciare la storia.
Alla chiusura dell'importante linea della Bassa per Mirandola e Finale Emilia, avvenuta nel 1964, vennero accantonate le unità 1 e 2, poi cedute ad un demolitore nel 1970.
Anche l'elettromotrice 6 venne accantonata nello stesso periodo dopo un incidente avvenuto a Vaciglio il 17 Marzo 1964 e i suoi carrelli vennero recuperati per essere montati sulla 4.
In occasione della soppressione della linea per Vignola, nel 1969, furono radiate le unità 5, 9 e 10: queste ultime due, assieme alla 6, vennero completamente cannibalizzate, ma nel 1978 le loro casse furono recuperate e trasformate in carrozze a carrelli presso le Officine Gallinari di Reggio Emilia; entrarono in servizio nel Dicembre 1979 coi numeri Tc 157÷159.

La 5 invece già a inizio anni '70 tornò temporaneamente in servizio col numero 9, venendo però impiegata nell'insolito incarico di trainare i treni merci in conseguenza della cessione delle locomotive 52 e 53 alla Ferrovia Casalecchio-Vignola; già a metà del decennio comunque, con il ritorno del Locomotore 52, anche questa unità venne definitivamente accantonata per essere poi demolita nel 1987 dopo essere stata privata di tutte le parti recuperabili.
Restavano quindi in servizio le motrici 3, 4, 7 e 8.
La 3 venne accantonata il 28 Agosto 1985 (poco dopo l'arrivo del secondo FIREMA) e già dal 1987 iniziò anch'essa ad essere cannibalizzata, venendo poi demolita alla fine del 1991.
La numero 4, che in passato si ritiene abbia portato i numeri 2 e 10, fu la prima ad essere riverniciata nella livrea gialla ATCM; venne accantonata ufficialmente il 19 Marzo 1992 in seguito ad un guasto occorso pochi giorni prima. Fu poi acquistata dal CSFT (Comitato per la Storia di Ferrovie e Tranvie) di Bologna, ma in seguito al fallimento del CSFT si trova accantonata nella stazione di Modena Piazza Manzoni.
L'unità 7 cessò il servizio nel 1993. Dopo essere rimasta per anni nel piazzale della Stazione Piccola, venne ceduta nel 2010 ad un comitato di cittadini di Mezzano (Ravenna) dove è conservata come monumento.
Miglior sorte è toccata alla numero 8: restaurata nel 1990 come rotabile storico e riverniciata negli originari colori sociali bianco e blu della SEFTA, ha da allora svolto treni speciali (nel 2006/2007 tornò perfino a svolgere qualche servizio regolare, in sostituzione degli elettrotreni FIREMA o delle elettromotrici belghe, durante le revisioni), per passare dal 2008 nel parco rotabili FER, poi diventata TPER, società che ha assorbito il ramo ferroviario di ATCM.

## Caratteristiche

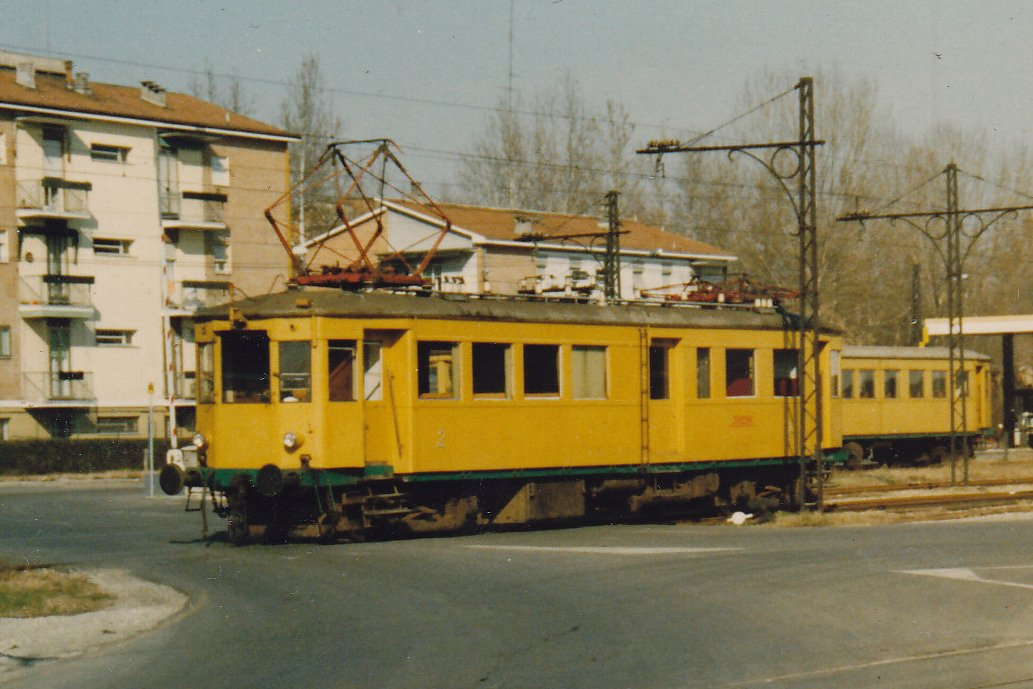
Elettromotrice 7 in livrea gialla, in sosta a Modena Piazza Manzoni nel 1990

Destinate al traino dei convogli passeggeri, le elettromotrici offrivano inizialmente 16 posti in I e 32 in III classe in due scompartimenti di estremità separati da un vano bagagli centrale presso il quale era presente anche la cabina Alta tensione, contenente le apparecchiature di trazione.
Particolarmente curati erano gli arredi interni, con pannelli alle pareti trattenuti da cornici in mogano e rivestimento dei sedili classe in velluto rosso in I classe; in III classe le cornici erano in rovere e i sedili realizzati, conformemente alle abitudini dell'epoca, con perline di legno. In anni più recenti in I classe apparve la finta pelle, mentre nello scompartimento di III classe (dal 3/6/1956 convertita a II)) su alcune vetture i sedili furono dotati di una leggera imbottitura. Già all'inizio degli anni '70 venne soppresso anche il servizio di I classe istituendo quindi la classe unica.
L'imperiale era originariamente in legno, foderato esternamente in tela olona, poi sostituita con un rivestimento in vetroresina.
Motrici e rimorchiate presentavano alle estremità due piccole porte, per consentire il passaggio del personale di servizio da un veicolo all'altro: tale passaggio era molto pericoloso, in quanto non protetto. Con l'adozione della livrea gialla le porte anteriori delle motrici furono eliminate: sulle unità 4 e 7 fu collocato un pannello fisso, sormontato da un ampio vetro ad ogni estremità; sulla 8 il pannello rimase sormontato dalla finestratura originale. Le immagini mostrano la motrice 7 con il frontale modificato. L'immagine della motrice 3, accantonata e privata dei pantografi al tempo della foto, evidenzia le due piccole porte originarie nel frontale; la stessa unità, avendo sempre mantenuto la livrea di origine bianco-blu, conservò anche gli originali numeri 1 e 2 in alluminio sulle fiancate. Sotto al secondo finestrino (contando da sinistra) si nota la traccia, sbiadita e illeggibile, dello stemma dell'Amministrazione Provinciale di Modena, al tempo proprietaria della ferrovia.
Lunghi 17,250 m fra i respingenti, tali veicoli presentavano un passo di 12,8 m fra i perni dei carrelli; questi ultimi erano del tipo a longheroni portanti con bilancieri a collo di cigno ("tipo americano") e presentavano un passo rigido era di 2,3 m. Le ruote motrici avevano un diametro di 1 m.
La massa a vuoto risultava di 42,68 t, quella a pieno carico di 46,5 t.
I veicoli erano alimentati alla tensione nominale di 3.000 V. L'equipaggiamento elettrico, di tipo elettromeccanico, comandava 4 motori MTS tetrapolari alimentati da corrente continua che consentivano una potenza oraria complessiva di 440 kW. Il rapporto di trasmissione 66/21 permetteva una velocità massima di 80 km/h. I freni erano del tipo Westinghouse. Motrici e rimorchiate possedevano alle due estremità due piccole luci rosse di coda. Esse erano posizionate in modo inconsueto, nello spazio tra i finestrini ed il tetto. Sono riconoscibili in tutte le immagini, in quanto circondate da un anello di metallo, verniciato nello stesso colore della cassa.

## Le carrozze rimorchiate
Assieme alle 10 elettromotrici, nel 1932/33 vennero acquistate anche 29 carrozze rimorchiate così distinte:

- 8 unità di III classe a carrelli da 64 posti, classificate Tc.151÷158

- 3 unità a due assi, miste di I e III classe, da 48 posti (16+32), classificate M.101÷103

- 18 unità di III classe a due assi, da 56 posti, serie T.171÷188
Queste carrozze riprendevano sia la struttura sia l'arredamento interno delle elettromotrici, ma, in virtù dell'assenza della cabina elettrica, presentavano un unico ambiente passeggeri con 8 finestrini sulle unità di III classe e 6 su quelle originariamente miste (2 di I classe e 4 di III).

La massa a vuoto era di 18,25 t per le unità a carrelli, mentre per quelle a due assi era di 12,95 t (13,15 sulle miste).
Hanno circolato per quasi 60 anni, accoppiate alle motrici, vestendo le stesse loro livree, ma subendo anche alcune riclassificazioni.

Fin dai primi anni di servizio infatti, vi furono parecchie lamentele per gli scossoni che si avvertivano sulle carrozze miste, solitamente impiegate sulla Linea della Bassa e che, per esigenze di servizio, erano collocate in coda ai treni: per questo motivo già nel 1937 le vetture a carrelli Tc.157 e 158 vennero trasformate nelle carrozze miste Mc.101÷102 (12 posti di I classe e di 48 di III), convertendo a loro volta le vetture miste M.101 e 102 alla sola III classe (48 posti), numerate T.189÷190.

Dopo la chiusura della Linea della Bassa, le carrozze miste vennero riconvertite alla sola II classe, e rinumerate Tc.101÷102.

Con la soppressione della linea per Vignola iniziò poi il progressivo accantonamento di tutte le vetture a due assi eccetto la T.181 che successivamente fu recuperata come rotabile storico, revisionata e ricolorata in bianco-blu.

Nel 1979 entrarono in servizio poi le tre carrozze a carrelli ricavate dalla trasformazione delle motrici 6, 9 e 10, che ricevettero la numerazione Tc.157÷159: queste avevano 64 posti a sedere e una tara di 29 t; a metà anni '80 (per evitare di confonderle con le vecchie unità con lo stesso numero) si decise di riclassificarle Tc.641÷643.
Con l'arrivo dei due elettrotreno FIREMA iniziarono gli accantonamenti anche per queste ultime carrozze: nel 1984/85 uscirono di scena le Tc.101÷102 seguite un anno dopo dalle Tc.151 e 156.

Il 1º Luglio 1992 (in vista dell'arrivo dei treni EX-SNCB) furono infine radiate anche la Tc.154 e le Tc.641÷643.
Intanto, già nel 1990 ATCM decise di recuperare, assieme all'elettromotrice 8, le carrozze Tc.152, 153 e 155 che furono sottoposte a revisione entrando a far parte del parco rotabili storici, poi confluito nel parco TPER

## Le Livree
Nel corso dei 60 anni in cui hanno circolato sui binari modenesi, i rotabili Breda hanno vestito varie colorazioni.
Al debutto nel 1932 tutte le motrici e le carrozze presentavano una livrea blu nella metà inferiore della cassa e bianca in quella superiore.

Nel dopo-guerra il blu venne sostituito da un colore marrone, mentre a inizio anni '60 si adottò il nocciola chiaro al posto del bianco.

Nel 1969 poi alcune unità subirono un nuovo cambio: le elettromotrici 3 e 7, due carrozze a carrelli e due a due assi tornarono negli originali colori bianco-blu, mentre l'unità 8 ricevette uno schema simile ma con l'azzurro al posto del blu.

Dal 1971 iniziò l'ultima riverniciatura, nella vivace livrea giallo canarino con fascia verde del sotto-cassa: le unità 4 e 8 ebbero anche un filetto verde sotto i finestrini (la 4 solo sulle fiancate, la 8 su tutto il perimetro del mezzo); dal 1976 poi, con l'arrivo della ATCM, vennero adottati il nuovo logo aziendale e il numero della motrice sulla fiancata realizzati in plastica autoadesiva rossa

Non tutti i mezzi però ricevettero questi colori: l'elettromotrice 3 e la carrozza Tc.102 mantennero l'originale bianco-blu fino a fine carriera, mentre le Tc.101, 151 e 156 rimasero in bianco-marrone.

Tutti gli altri rotabili circolarono con il colore giallo fino al momento dell'accantonamento, anche se nel 1990 l'elettromotrice 7 venne parzialmente riverniciata in arancio a scopo sperimentale, mentre le unità recuperate come rotabili storici vennero ridipinte negli originali bianco e blu.